# Lei Jun
Lei Jun (en idioma chino:  雷军, nacido en Xiantao, Hubei, 16 de diciembre de 1969) es un ingeniero electrónico, empresario y director ejecutivo chino. 
Realizó sus estudios de ingeniero electrónico en la Universidad de Wuhan.
Trabajó para las empresas Kingsoft (1992-1998) y Amazon China.
Es uno de los cofundadores y director ejecutivo de la empresa china Xiaomi.
La empresa china fue creada en 2010, junto a su amigo Lin Bin, y se dedicaba al diseño, desarrollo y venta de teléfonos inteligentes, aplicaciones informáticas y otros productos electrónicos. 

En 2013, la empresa ha conseguido convertir unos de sus modelos, el Xiaomi Mi2S, en el móvil más popular de China, por delante del Galaxy S4 de Samsung y del iPhone 5 de Apple, según los datos de la consultora especializada Antutu, con un producto competitivo y más barato que sus competidores.
En 2014 según la revista Forbes, Lei Jun es el multimillonario número 139 del mundo; con un patrimonio de 9.1 mil millones de dólares en 2014.
El 28 de marzo de 2024, Lanzó oficialmente el Xiaomi SU7.
El 27 de febrero de 2025, Lanzó oficialmente el Xiaomi SU7 Ultra.

## Honores relacionados
•En 1998, fue nombrado profesor honorario de la Universidad de Wuhan.
•En los años 1999, 2000 y 2002, fue seleccionado como una de las diez figuras más influyentes en la industria de TI de China continental por medios como el "China Youth Daily".  
•En 2002, fue reconocido como uno de los diez jóvenes empresarios destacados de Beijing en su primera edición.  
•En 2003, fue elegido como "Alumno Destacado de la Universidad de Wuhan" .
•En 2005, fue seleccionado como una de las diez figuras más influyentes en la industria de videojuegos de China continental.  
•En diciembre de 2012, recibió el "Premio al Nuevo Talento del Año en la Economía China".
En marzo de 2013, recibió el premio de "Global Eleven Disruptive Innovators" de la revista *Fortune*.  
•En octubre de 2013, la revista *China Industry & Commerce*, el Comité Editorial de Huashang Taolue y la Editorial de la Federación de Industria y Comercio de China lanzaron conjuntamente una actividad honorífica titulada *"Fuerzas Privadas que Brillan en el Sueño de China: 100 Empresarios Meritorios del Sector Privado con Contribuciones Destacadas a la Industria Nacional"*, donde Lei Jun fue honrado como "Empresario Meritorio del Sector Privado con Contribuciones Destacadas a la Industria Nacional".  
•En diciembre de 2013, volvió a recibir el premio "Figura Anual de la Economía China" y "Líder de los Diez Grandes Talentos Financieros e Intelectuales".  
•En febrero de 2014, Lei Jun, fundador de Xiaomi Technology, apareció por primera vez en la "Lista de Multimillonarios Globales de Hurun" con una fortuna de 28 mil millones de yuanes, ocupando el puesto 57 en la región de Gran China y el 339 a nivel mundial.  
•En diciembre de 2014, el sitio web de la revista *Forbes* anunció que Lei Jun fue elegido como la "Persona Comercial del Año 2014" en la edición asiática de *Forbes*. 
•El 3 de abril de 2015, se estableció la Cámara de Comercio de Mianyang（沔阳） , su ciudad natal, y Lei Jun fue elegido como presidente de la Asociación General de Comerciantes de Mianyang（沔阳）.
•En abril de 2015, fue seleccionado como una de las "100 personas más influyentes" de 2015 por la revista Time.  
•En octubre de 2015, Lei Jun, fundador, presidente y CEO de Xiaomi Technology, recibió el premio "2015 Asia Game Changer Awards" otorgado por Asia Society en la sede de las Naciones Unidas en Nueva York.  
•El 23 de octubre de 2015, el Hurun Research Institute publicó la "Lista de Magnates de TI de Hurun 2015", que mostraba que Lei Jun ocupaba el tercer lugar con una fortuna de 89.5 mil millones de RMB.
•El 26 de octubre de 2015, se publicó la lista de los 100 más ricos de China según Forbes, donde Lei Jun ocupó el cuarto lugar con una fortuna de 13.2 mil millones de dólares.  
•En febrero de 2016, el Hurun Research Institute publicó la "Lista Global de Millonarios de Hurun 2016", en la que Lei Jun ocupó el puesto 62 con una riqueza de 92 mil millones de RMB.  
•El 2 de marzo de 2016, Lei Jun, fundador de Xiaomi Technology, apareció en la portada de la edición británica de la revista *Wired* con el titular: "It’s time to copy China" .
•El 15 de marzo de 2016, Bloomberg publicó la última edición del "Índice de Multimillonarios de Bloomberg", donde Lei Jun ocupó el puesto 168 con una fortuna de 7.1 mil millones de dólares.  
•En abril de 2016, fue clasificado en el puesto 20 de la lista de "Los 50 líderes empresariales más influyentes de China".  
•El 18 de mayo de 2016, se publicó el "Aviso sobre la calificación de los miembros del comité profesional de la Asociación China de la Industria de Fondos de Inversión", y tras la investigación de la Asociación, se determinó que Lei Jun cumplía con los requisitos para ejercer en la industria de fondos.  
•El 8 de diciembre de 2016, en la lista de "Personajes que impactaron China" de ese año, Lei Jun fue reconocido como "Personaje Económico del Año".  
•En abril de 2017, la revista *Fortune* publicó la lista de los 50 líderes empresariales más destacados de China, donde Lei Jun ocupó el puesto 26.  
•En octubre de 2018, fue recomendado por el Departamento del Frente Unido del Comité Central y la Federación Nacional de Industria y Comercio como uno de los "100 empresarios privados destacados en los 40 años de reforma y apertura".  
•En octubre de 2018, se publicó la lista de los más ricos de China según Hurun, donde Lei Jun ocupó el décimo lugar.  
•En marzo de 2019, con una fortuna de 9.6 mil millones de dólares, ocupó el puesto 143 en la lista de multimillonarios globales de Forbes.  
•El 29 de agosto de 2019, fue galardonado con el título de "Constructor Destacado del Socialismo con Características Chinas" por el Departamento del Frente Unido del Comité Central, el Ministerio de Industria y Tecnología de la Información, el Ministerio de Recursos Humanos y Seguridad Social, la Administración Estatal de Regulación del Mercado y la Federación Nacional de Industria y Comercio.  
•En 2019, ocupó el puesto 29 en la lista de los más ricos de China según Hurun.  
•El 1 de octubre de 2019, Lei Jun, como representante de empresarios de alta tecnología del sector privado, participó en la celebración del 70.º aniversario de la fundación de la República Popular China, apareciendo en el carro alegórico "Ola de Primavera" del desfile "Reforma y Apertura".  
•El 21 de octubre de 2019, recibió el "Premio a la Contribución Destacada en Gestión Empresarial de Fudan".  
•En abril de 2021, Lei Jun ocupó el puesto 75 en la lista de multimillonarios globales de Forbes con una fortuna de 23 mil millones de dólares.  

•El 10 de enero de 2022, fue seleccionado como una de las "Diez Figuras Notables de la Economía Privada China de 2021", ocupando el tercer lugar.
- Datos: Q9000717
- Multimedia: Lei Jun / Q9000717